# Jakob Sillén (präst)
För andra betydelser, se Jakob Sillén.
Jakob Emanuel Sillén, född 28 mars 1872 i Gesäters församling, Älvsborgs län, död 15 juli 1941 i Karlskoga församling i Örebro län, var en svensk präst.

## Biografi
Jakob Sillén var son till kontraktsprosten Gustaf Sillén samt bror till tvillingarna kyrkoherden Daniel Sillén och kontraktsprosten Gustaf Sillén. Efter läroverksstudier i Karlstad blev Sillén student vid Uppsala universitet 1893 och studerade där teologi. Han avlade teologisk-filosofisk examen 1895 och teoretisk-teologisk examen 1892 samt praktisk-teologisk examen 1899 innan han prästvigdes samma år för Karlstads stift. Han tillträdde som komminister i Rudskoga församling 1905, blev tillförordnad komminister i Ransäters församling 1915, kyrkoherde i Ulleruds församling och slutligen kyrkoherde i Karlskoga församling. Sillén blev kontraktsprost i Visnums kontrakt 1933.  Han var inspektor vid Karlskoga kommunala mellanskola samt var ordförande i styrelsen för  Karlskoga praktiska läroverk. År 1932 utnämndes han till ledamot av Nordstjärneorden.